# Mike Scheweleit
Mike Scheweleit (* 27. Januar 1965) ist ein ehemaliger Tischtennis-Nationalspieler der DDR. Er wurde in den 1980er Jahren zweimal DDR-Meister der sogenannten "Allgemeinen Klasse" (der Herren ab dem 18. Lebensjahr, d.R.)

## Erfolge
Mike Scheweleits Vater Jürgen Scheweleit war Mitglied der Meistermannschaft von 1962 von SC Lokomotive Leipzig. Mike ist Linkshänder. Er spielte beim Verein BSG Außenhandel Berlin, mit dem er 1981/82 die DDR-Mannschaftsmeisterschaft gewann. 1984 gewann er in Zwickau zusammen mit Bernd Raue den DDR-Meistertitel im Doppel.
1983 kam er zu einem internationalen Einsatz bei den "Internationalen Meisterschaften der Tschechoslowakei".
Später spielte er bei den Marzahner Füchsen, ehe er 2007 zum 1.KSV 64/90 Fürstenwalde wechselte. AB 2013 ist er bei der BSG Pneumant Fürstenwalde in der Landesliga Ost Brandenburg aktiv.
Seit der Saison 2017/2018 spielt er gelegentlich in der ersten Mannschaft von Pneumant in der Landesliga Ost des Tischtennis-Verbandes Brandenburg.